# Дружба (Безенчуцький район)
Дружба (рос. Дружба) — селище в Безенчуцькому районі Самарської області Російської Федерації.
Населення становить 88 осіб. Входить до складу муніципального утворення сільське поселення Переволоки.

## Історія
Населений пункт розташований у межах українського етнічного та культурного краю Жовтий Клин.
Від 2005 року входило до складу муніципального утворення сільське поселення Переволоки.

## Населення
| 2010 | 2012 | 2013 | 2014 | 2015 | 2016 |
| ---- | ---- | ---- | ---- | ---- | ---- |
| 123  | ↘83  | ↘82  | ↗86  | →86  | ↗88  |